# Guerre civile entre les fils de Louis le Pieux

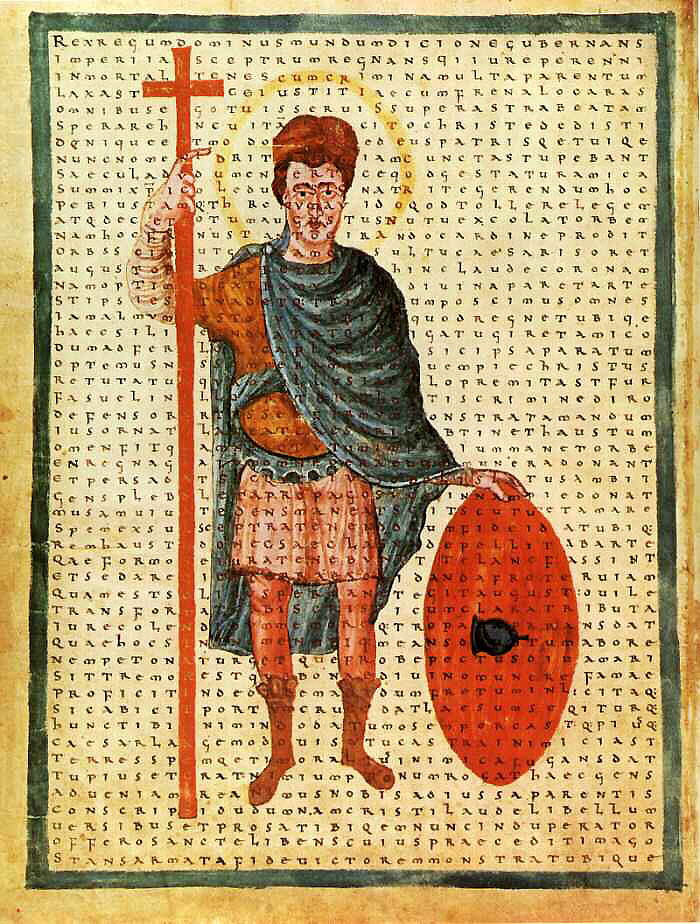
Louis le Pieux, empereur d'Occident de 814 à 840.

Une série de révoltes et de guerres civiles éclatent en Europe au cours de la première moitié du IXe siècle entre l'empereur d'Occident Louis le Pieux et ses quatre fils, Lothaire, Pépin, Louis et Charles, au sujet de sa succession et du partage de l'Empire carolingien,,,.
Lothaire, en tant que fils aîné, revendique le trône en vertu de l'Ordinatio Imperii, un capitulaire édicté en juillet 817. Mais, lors de l'assemblée de Worms en août 829, Louis le Pieux décide de créer un « duché » au profit de son fils Charles, né de l'impératrice Judith six ans plus tôt en 823. Ce territoire est incrusté dans la part de l'empire dévolue à Lothaire, qui se sent lésé en même temps que sa clientèle aristocratique.
La rupture, entre les partisans de Lothaire favorables à l'unité impériale et Louis le Pieux, est consommée en septembre 829 lorsque ce dernier relègue son fils en Italie et renvoie Wala, administrateur proche de Lothaire, à Corbie, et le remplace par Bernard de Barcelone qui a toute l'écoute de Judith.

## Première révolte contre Louis le Pieux (830-832)
Le premier soulèvement contre la politique de Louis le Pieux vient des grands (Wala, Hugues, Matfrid...) qui s'estiment lésés et organisent une campagne de calomnies contre la reine et Bernard de Barcelone soupçonnés d'être amants. La première est enfermée au monastère Sainte Croix de Poitiers et Bernard doit se réfugier à Barcelone. Leurs partisans et leurs parents sont aussi évincés de la vie politique. Lothaire annule les dispositions de l'assemblée de Worms et gouverne alors seul au nom de son père. Celui-ci se tourne donc vers ses fils Pépin et Louis le Germanique à qui il fait la promesse d'étendre leurs royaumes.
Louis le Pieux peut ainsi reprendre la situation en main à l'assemblée de Nimègue en octobre 830 profitant des nombreux mécontentements que Lothaire a provoqués. Il réussit à faire sortir Judith du monastère, laquelle se disculpe par un serment purgatoire des faits dont elle était accusée. Les partisans de la rébellion se trouvent dès lors isolés et plusieurs, comme Hilduin et Wala, sont destitués à l'assemblée d'Aix-la-Chapelle en 831. Louis organise un premier partage de l'empire dans lequel ses trois fils, Louis, Pépin et Charles obtiennent des parts à peu près égales, tandis que Lothaire ne reçoit plus que l'Italie.
Cependant, Pépin et Louis ne sont pas satisfaits. Ils demandent à être associés au gouvernement de l'empire et manifestent rapidement leur opposition à la politique de leur père. Celui-ci prend les armes contre eux et en 832, à Augsbourg, Louis le Germanique se soumet et rentre en Bavière tandis que Pépin est destitué de son royaume à Limoges en octobre de la même année. Charles profite alors de la situation et obtient le royaume d'Aquitaine confisqué à Pépin qui va rejoindre Lothaire en Italie.

## Révolte générale et déposition de Louis le Pieux (832-834)

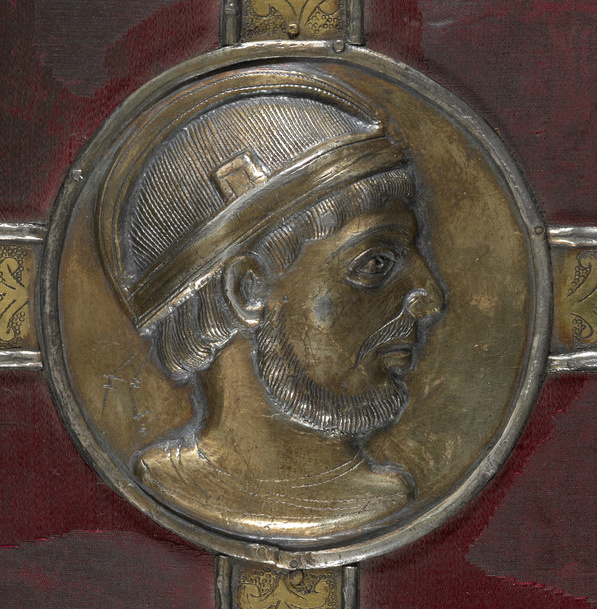
Lothaire Ier, roi d'Italie de 817 à 855 et empereur d'Occident de 840 à 855.

Lothaire et Pépin lèvent une armée à laquelle se rallie Louis le Germanique. Les trois frères cherchent alors le soutien du pape Grégoire IV auquel ils demandent d'intervenir pour restaurer l'unité de l'empire et pour rétablir l'entente dans la famille impériale. Le pape voulant être le garant de l'unité et de la paix envoie une lettre circulaire à l'ensemble de l'épiscopat franc mais celui-ci, suivant l'exemple des grands aristocrates (Agobard de Lyon et Ebbon de Reims), prend le parti de Lothaire et de ses frères, tandis que Drogon de Metz se range du côté de Louis et de ses fidèles.
Les armées de Louis le Pieux se retrouvent face à celles de ses fils en Alsace, dans les environs de Colmar. Au bout de trois jours, après de nombreuses pressions et menaces des partisans des trois frères, Louis le Pieux voit les siens quitter son camp. La rupture de tant de serments de fidélité laissera une trace sur le lieu même, qui sera dès lors appelé « champ du mensonge ».
Louis le Pieux est conduit au monastère de Saint-Médard de Soissons tandis que son fils Charles est confié à l'abbé Markward de Prüm ; Judith est enfermée dans le monastère italien de Tortone. 
En octobre 833, Lothaire veut une reconnaissance officielle du changement de régime et organise un véritable procès contre son père à Saint-Médard. Celui-ci reconnaît une longue liste de péchés : violence contre sa propre famille, sacrilèges, perturbation de la paix, provocation de scandales dans l'empire et dans l'Église... Il renonce à la dignité impériale, est officiellement déposé et doit faire pénitence perpétuelle dans un monastère pour le restant de ses jours. 

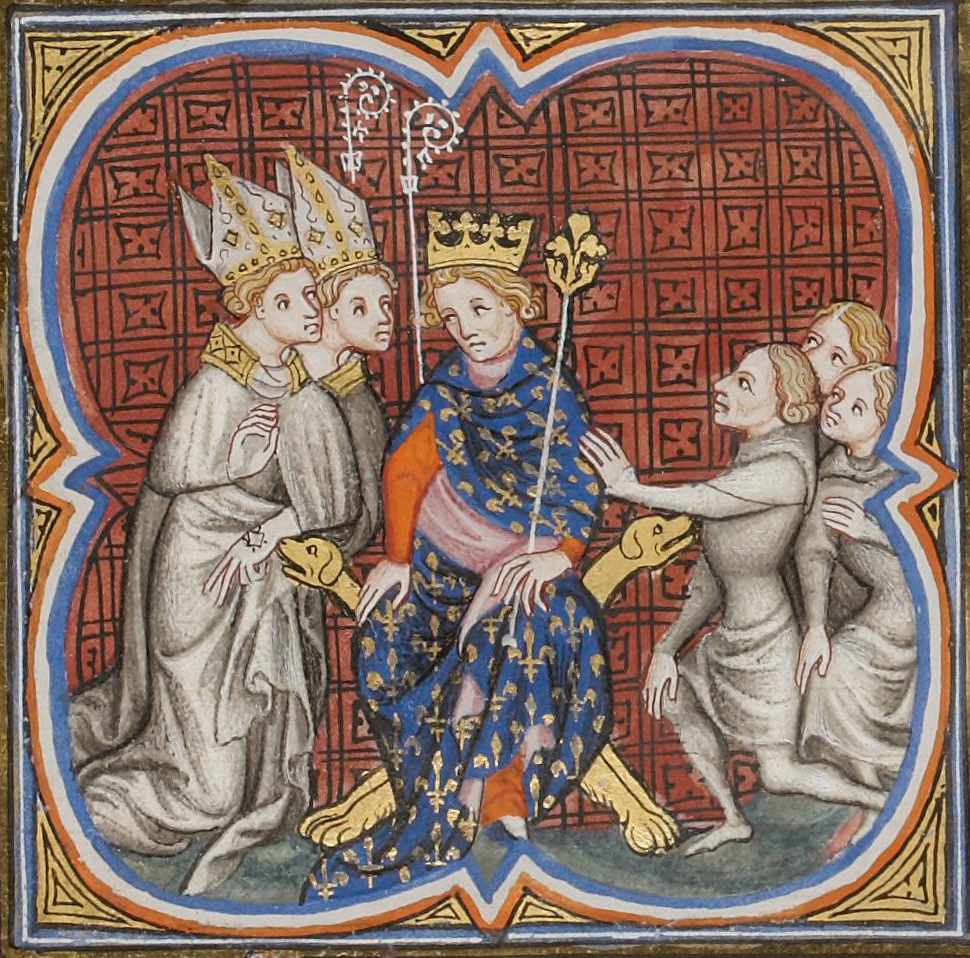
Louis le Germanique et ses fils. Français 2813, folio 152v. Vers 1375-1380. Grandes chroniques de France de Charles V. Bibliothèque nationale de France.

Cependant, ses fils Louis le Germanique et Pépin reprennent les armes par l'est et par l'ouest, car Lothaire veut toujours être seul empereur à la place de leur père. Face à cette coalition, ce dernier fuit et Louis le Pieux est réhabilité le 1er mars 834 et couronné empereur à Metz par son demi-frère Drogon. Les responsables ecclésiastiques du procès de Saint-Médard sont déposés de leur charge. La lutte armée ne cesse pas pour autant et les affrontements se multiplient dans la vallée de la Loire, de la Saône et avec la prise de Chalon. Lothaire se rend enfin contre la promesse qu'il pourra conserver le royaume d'Italie.

## Dernières années du règne de Louis le Pieux (834-840)
Cependant, Louis le Germanique s'estime mal récompensé du soutien à son père et se rapproche de Lothaire qu'il rencontre dans les environs de Trente. En réaction, Louis le Pieux le prive en juillet 838 de tous les territoires germaniques autres que la Bavière où il doit rester cantonné. En septembre de la même année, le jeune Charles, 15 ans, reçoit les armes et la couronne de Neustrie. Pépin d'Aquitaine disparaît brutalement le 13 décembre et laisse ainsi le champ libre au jeune Charles.

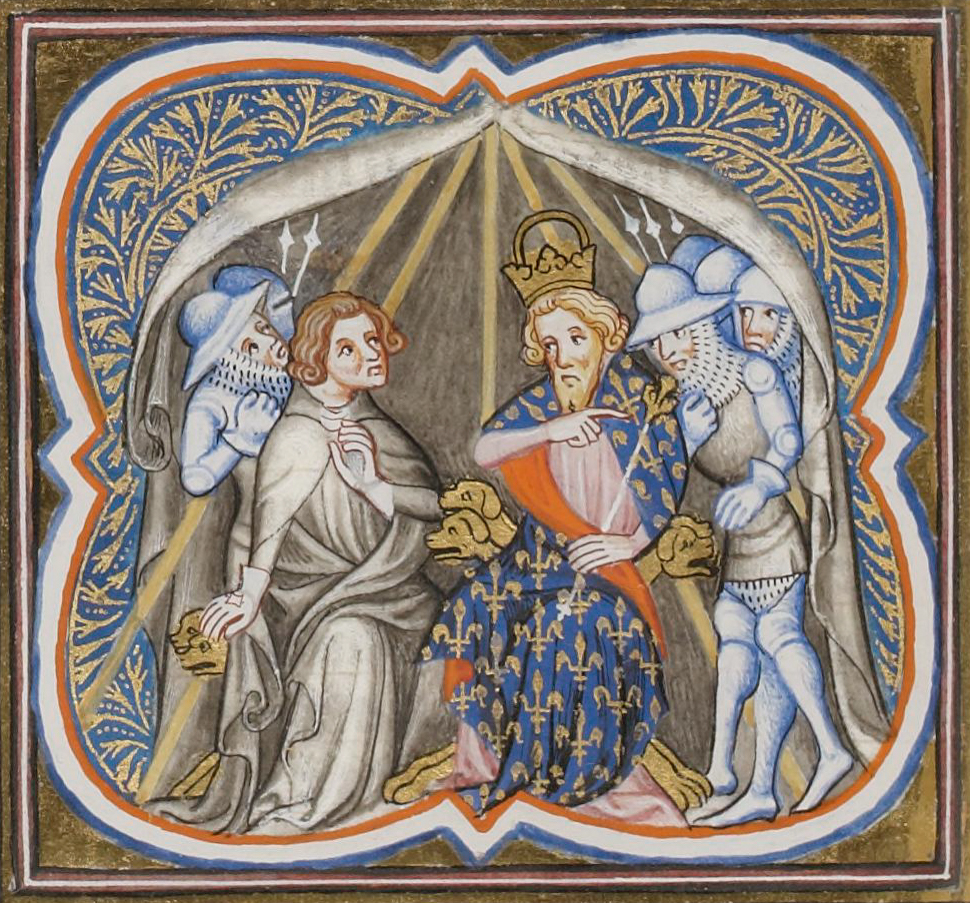
Louis le Pieux chassant son fils Pépin, roi d'Aquitaine de 817 à 832 et de 834 à 838.

Louis le Pieux partage encore une fois  l'empire. À son fils Louis, il ne laisse que la Bavière. Lothaire choisit la partie orientale de l'empire et Charles la partie occidentale. Ce partage nie donc les prétentions de Louis le Germanique qui voulait un tiers de l'empire et celles des fils de Pépin d'Aquitaine qui ne tardent pas à prendre les armes contre leur grand-père et leur oncle. Louis le Pieux leur fait la guerre en Aquitaine et en Thuringe sans mettre fin au problème avant sa mort, survenue le 20 juin 840.

## Division de l'Empire entre les fils de Louis le Pieux (840-843)
Aussitôt son père enterré, Lothaire réclame la totalité de l'empire, qui lui avait été promise en 817. Son attitude intransigeante provoque un conflit ouvert avec ses frères. Il semble au début en position de force car ses partisans sont plus nombreux. Il n'hésite pas non plus à soutenir les rébellions en Aquitaine contre Pépin II et Charles et celles des Saxons contre Louis. L'alliance au printemps 841 entre Louis et Charles constitue la solution pour les deux frères face aux prétentions de Lothaire. Leurs armées font jonction au nord de la Bourgogne, à Fontenoy-en-Puisaye, où elles battent Lothaire après avoir appelé au jugement de Dieu faisant de cette bataille une véritable ordalie. Lothaire est contraint de s'enfuir avec ses partisans jusqu'à Aix-la-Chapelle où il s'enferme. Une partie de l'aristocratie franque qui hésitait encore se rallie alors aux deux frères.

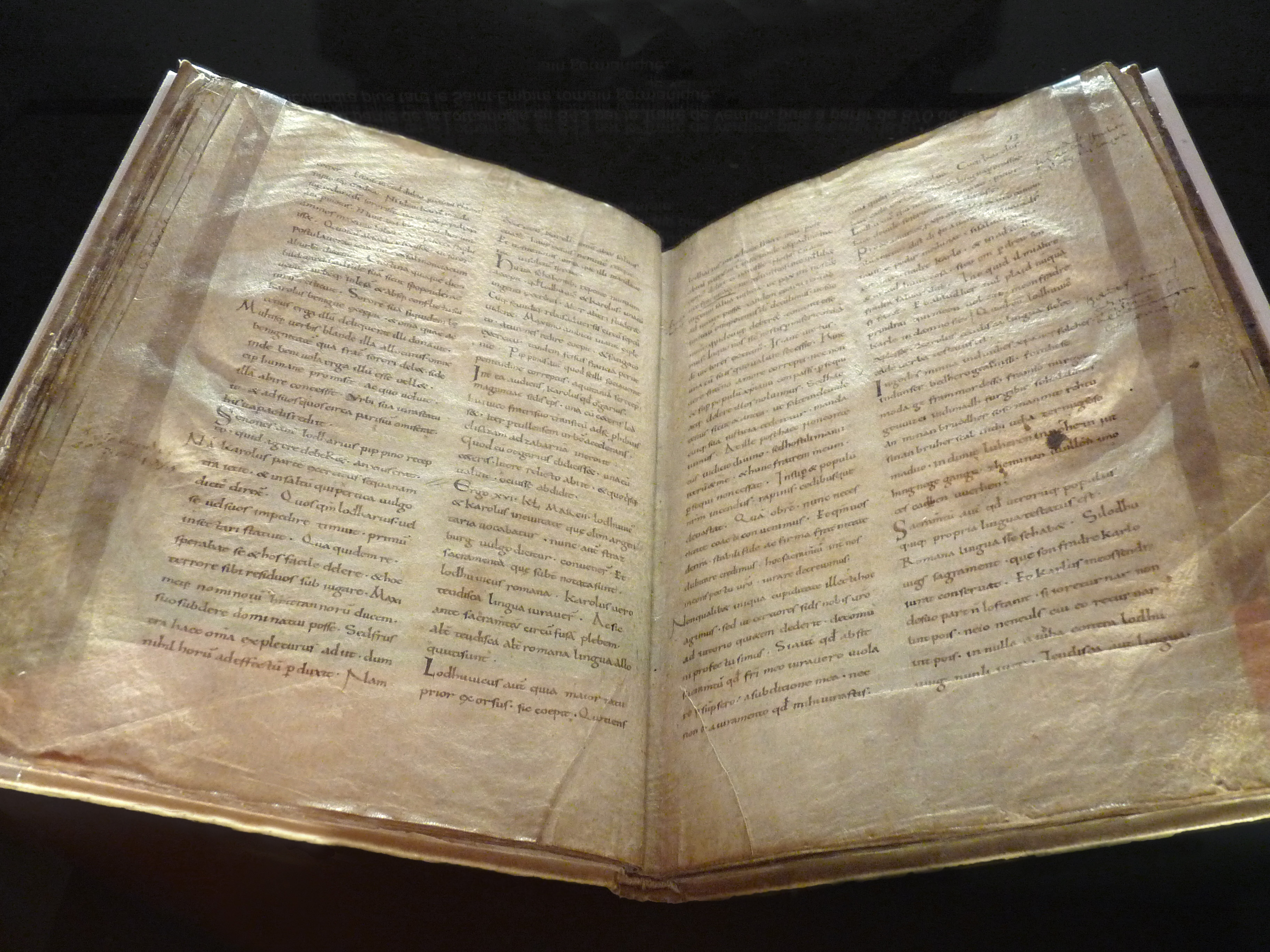
Serments de Strasbourg.

Devant l'obstination de Lothaire, Louis et Charles renforcent leur alliance et prononcent réciproquement les serments de Strasbourg le 14 février 842 puis marchent sur Aix-la-Chapelle d'où Lothaire s'enfuit à nouveau. Son refus de négocier amènent Louis et Charles à se partager l'empire, exception de l'Italie dévolue à Lothaire. Ce dernier est contraint à la négociation par ses partisans. Il abandonne le soutien aux rebelles en Aquitaine et en Saxe.

L'Empire Carolingien à son apogée avec sa division de 843.

En juin 842, une première rencontre a lieu entre les trois frères sur une île de la Saône près de Mâcon. Les négociations durent une année ponctuée de rencontres. Le partage s'appuie sur les droits réservés à chacun sur certains royaumes : l'Italie à Lothaire, la Bavière à Louis et l'Aquitaine à Charles (même s'il dispute alors ce territoire à Pépin II). Lothaire garde le titre d'empereur, devenu honorifique, et, en tant qu'aîné, choisit en premier ; il prend la partie médiane avec les deux capitales, Aix-la-Chapelle et Rome. En août 843, le traité de Verdun marque la fin des conflits et le partage de l'Empire carolingien en trois royaumes : la Francie occidentale est offerte à Charles, la Francie médiane est prise par Lothaire et la Francie orientale revient à Louis.